# 들국화는 피었는데
들국화는 피었는데는 1974년 공개된 대한민국의 영화이다.

## 배역
- 신성일
- 우연정
- 오유경
- 이경희
- 김정훈
- 이영옥
- 허장강
- 이대엽
- 주상현
- 최남현
- 박암
- 장혁
- 박근형
- 문오장
- 고강일
- 이해룡